# Gerald Mortag
Gerald Mortag (ur. 8 listopada 1958 w Gerze, zm. 30 stycznia 2023) – niemiecki kolarz torowy i szosowy, który reprezentował Niemiecką Republikę Demokratyczną, wicemistrz olimpijski oraz trzykrotny medalista torowych mistrzostw świata.

## Kariera
Pierwsze sukcesy w karierze Gerald Mortag odniósł w 1976 roku, kiedy zdobył złoty medal w drużynowym wyścigu na dochodzenie i srebrny indywidualnie podczas mistrzostw świata juniorów. Już rok później wystartował w mistrzostwach świata w San Cristóbal, gdzie wspólnie z Norbertem Dürpischem, Volkerem Winklerem i Matthiasem Wiegandem wywalczył złoty medal w drużynowym wyścigu na dochodzenie. Wynik ten reprezentanci Niemieckiej Republiki Demokratycznej z Geraldem Mortagiem w składzie powtórzyli także podczas mistrzostw świata w Monachium w 1978 roku oraz mistrzostw w Amsterdamie w 1979 roku. Razem z Volkerem Winklerem, Matthiasem Wiegandem i Uwe Unterwalderem zdobył w tej konkurencji także srebrny medal podczas XXII Letnich Igrzysk Olimpijskich w Moskwie w 1980 roku. Ponadto wielokrotnie zdobywał medale mistrzostw Niemieckiej Republiki Demokratycznej, a w 1977 roku wywalczył również trzecie miejsce podczas mistrzostw Niemieckiej Republiki Demokratycznej w kolarstwie szosowym.